# Speyeria baroni
Speyeria baroni är en fjärilsart som beskrevs av Edwards 1881. Speyeria baroni ingår i släktet Speyeria och familjen praktfjärilar. Inga underarter finns listade i Catalogue of Life.